# Урша Богатай
Урша Богатай (словен. Urša Bogataj)(7 березня 1995 , Любляна ) — словенська стрибунка з трампліна, дворазова олімпійська чемпіонка, призерка чемпіонату світу. 
Срібну медаль чемпіонату світу Богатай виборола в командних змаганнях на нормальному трампліні на світовій першості 2021 року, що проходила в німецькому Оберстдорфі.
Золоту олімпійську медаль та звання олімпійської чемпіонки Богатай здобула на Пекінській олімпіаді 2022 року в особистих змаганнях на нормальному трампліні. 

## Олімпійські ігри
| Рік  | Місто                     | НТ | ЗК |
| ---- | ------------------------- | -- | -- |
| 2018 | Пхьончхан, Південна Корея | 30 | —  |
| 2022 | Пекін, Китай              | 1  | 1  |